# Priapulopsis bicaudatus
Priapulopsis bicaudatus is een soort in de taxonomische indeling van de peniswormen. 
De diersoort behoort tot het geslacht Priapulopsis en behoort tot de familie Priapulidae. De wetenschappelijke naam van de soort werd voor het eerst geldig gepubliceerd in 1868 door Koren & Danielssen.